# Vieraella herbstii
La vieraella (Vieraella herbstii) è un anfibio estinto, appartenente agli anuri. Visse nel Giurassico inferiore (circa 180 milioni di anni fa) e i suoi resti fossili sono stati ritrovati in Argentina.

## Descrizione
Questo piccolo animale, lungo solo tre centimetri, era già estremamente simile alle odierne rane. Le sue zampe posteriori erano già adatte al salto, con lo sviluppo della tibio-fibula e l'allungamento delle ossa tarsali prossimali. Il cranio era già simile a quello delle forme attuali, costituito da un traliccio d'ossa. Il bacino non è conosciuto, ma si può presumere che fosse allungato e a forma di tridente. Le vertebre presacrali erano 10 (più che in qualsiasi altro anuro) e anficele (doppiamente concave, sia anteriormente che posteriormente). Le ossa tibiale e fibulare erano allungate, ancor più che in forme successive come Notobatrachus. 

## Classificazione
Vieraella herbstii venne descritto per la prima volta nel 1961 da Osvaldo Reig, sulla base di un fossile ritrovato nella zona di Santa Cruz in Patagonia (Argentina). Vieraella fu ritenuto per lungo tempo il più antico anuro noto, fino alla scoperta di Prosalirus nel 1995. In ogni caso, le caratteristiche di Vieraella indicano che questo animale era già molto specializzato per il salto e sorprendentemente simile ad alcuni anuri arcaici attuali (Ascaphidae). Vieraella, come anche Prosalirus, non è tuttavia ascrivibile ad alcuna famiglia odierna per alcune caratteristiche basali.